# Great Shefford
Great Shefford est une paroisse civile et un village du Berkshire, en Angleterre.